# Észak-Gáza kormányzóság
Észak-Gáza kormányzóság (arabul محافظة شمال غزة [Muḥāfaẓat Šamāl Ġazza]) Palesztina tizenhat kormányzóságának egyike. A Gázai övezet északi részén fekszik. Észak- és délkeleten Izrael, délnyugaton Gáza kormányzóság, északnyugaton pedig a Földközi-tenger határolja. Központja Dzsabálija városa. Területe 61 km², népessége a 2007-es népszámlálás adatai szerint 290 843 fő.